# 454329 Ericpiquette
454329 Ericpiquette este o planetă minoră (asteroid) din centura de asteroizi. A fost descoperită pe 10 iunie 2010 la Wise Observatory⁠(d) de Wide-field Infrared Survey Explorer⁠(d). 
Obiectul prezintă o orbită caracterizată de o semiaxă mare de 2,759322546663 UAi, o excentricitate de 0,21, o înclinație de 10,2 ° în raport cu ecliptica.